# La Chapelle (Saboia)
La Chapelle é uma comuna francesa na região administrativa de Auvérnia-Ródano-Alpes, no departamento da Saboia. Estende-se por uma área de 12.28 km². Em 2010 a comuna tinha 342 habitantes (densidade: 27,9 hab./km²).